# 开放弗拉芒自由民主党
开放弗拉芒自由民主党（荷蘭語：Open Vlaamse Liberalen en Democraten，發音：[ˈoːpə(ɱ) ˈvlaːmsə libəˈraːlə(n) ɛn deːmoːˈkraːtə(n)] ⓘ，简称Open Vld），比利时荷兰语区政党，成立于1992年。为欧洲自由与民主联盟成员。

## 历史
1972年，荷语自由进步党成立。本党即分裂自荷语自由进步党。